# Паршутино (Тверская область)
Паршутино — деревня в Рамешковском районе Тверской области.

## География
Находится в восточной части Тверской области на расстоянии приблизительно 22 км на юг-юго-восток по прямой от районного центра поселка Рамешки.

## История
Известна с начала XVII века как деревня с 5 дворами, владение князя Симеона Бекбулатовича. В 1859 году здесь было 8 дворов, в 1887 — 38, в 1942 — 38, в 2001 — 10 домов местных жителей и 17 домов — собственность наследников и дачников. В советское время работали колхозы «Красная Победа», «Путь Ленина» и «Перелом». До 2021 входила в сельское поселение Ведное Рамешковского района до их упразднения.

## Население
Численность населения: 47 человек (1859 год), 206 (1887), 158 (1942), 27 (1989), 16 (русские 100 %) в 2002 году, 19 в 2010.